# Thomas Osborne, 1. Duke of Leeds

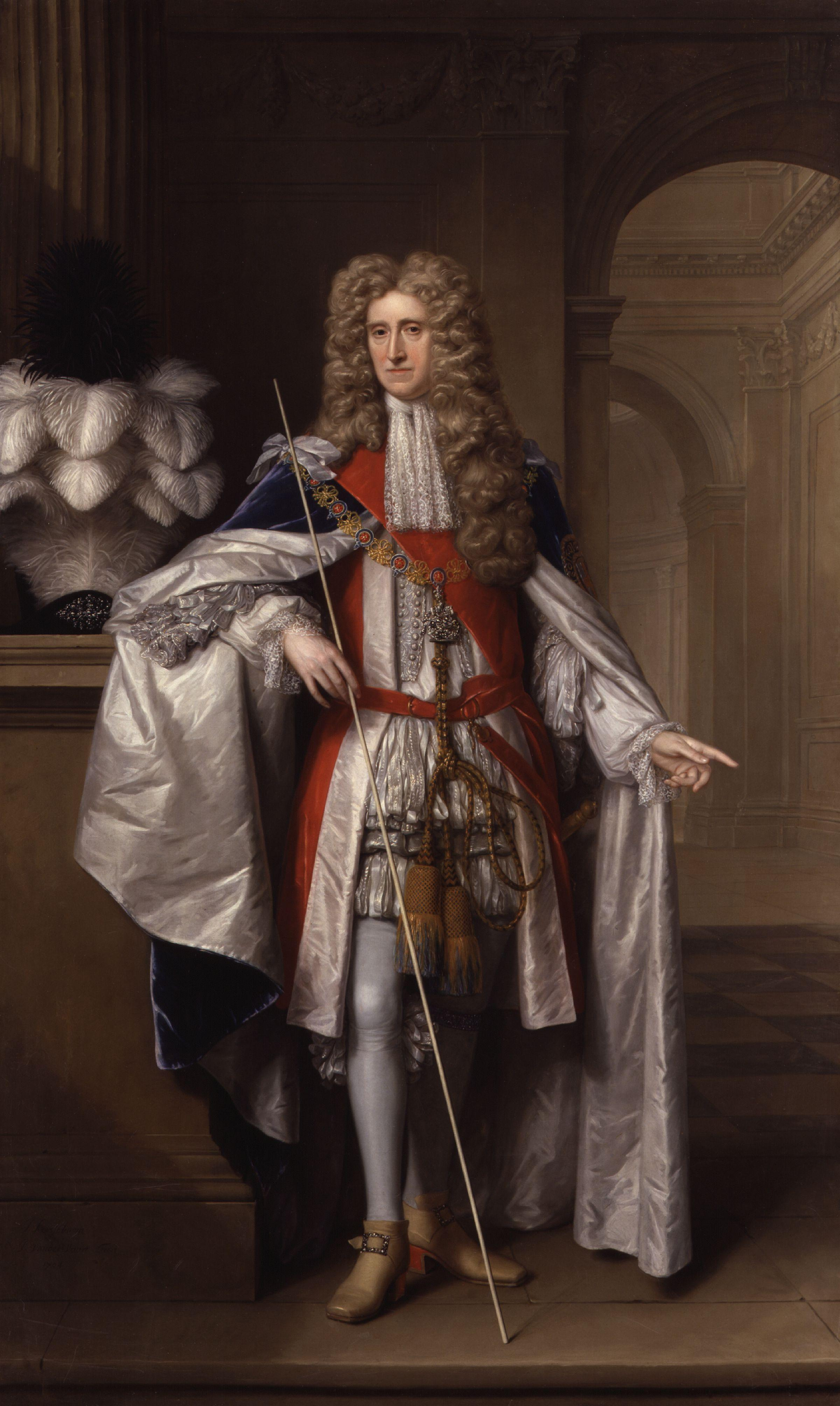
Thomas Osborne, 1. Duke of Leeds

Thomas Osborne, 1. Duke of Leeds KG (* 20. Februar 1632; † 26. Juli 1712) war ein englischer Staatsmann.

## Leben
Thomas Osborne war der Sohn des Sir Edward Osborne, 1. Baronet, aus dessen zweiter Ehe mit Anne Walmesley. 1647 beerbte er seinen Vater als 2. Baronet, of Kiveton in the County of York.
Nachdem er seiner Cousine Dorothy Osborne erfolglos den Hof gemacht hatte, heiratete er 1651 Lady Bridget, Tochter von Montagu Bertie, 2. Earl of Lindsey.
1661 war er High Sheriff von Yorkshire und 1665 wurde er als Abgeordneter für das Borough York ins englische House of Commons gewählt. Er diente von 1668 bis 1673 als Treasurer of the Navy und hatte von 1673 bis 1679 das Staatsamt des Lord High Treasurer inne. Osborne war eine der wichtigsten Stützen König Karls II., der nach dem Commonwealth of England erst 1660 auf den Thron zurückgekehrt war. Der König erhob ihn am 2. Februar 1673 in der Peerage of Scotland zum Viscount Osburne, of Dunblane in the County of Perth, wodurch er auch Mitglied des schottischen Parlaments wurde. Im August 1683 verzichtete er zugunsten seines zweiten überlebenden Sohnes Peregrine auf diesen Titel und wurde am 15. August 1673 in der Peerage of England zum Baron Osborne, of Kiveton in the County of York, wodurch er aus dem House of Commons ausschied und einen Sitz im englischen House of Lords erhielt. In der Peerage of England erhob der König ihn am 15. August 1673 zudem zum Viscount Latimer, of Danby in the County of York, sowie am 27. Juni 1674 zum Earl of Danby, in the County of York. 1675 wurde Osborne als Knight Companion in den Hosenbandorden aufgenommen.
Als Verwaltungsfachmann bemühte sich Osborne insbesondere um ein Bündnis zwischen König und Anglikanischer Kirche. Im House of Commons schuf er mit Bestechung und durch die Förderung loyaler Abgeordneter eine starke königstreue Fraktion, die der Landpartei unter Anthony Ashley Cooper gegenüberstand. Aus dieser Hofpartei entwickelten sich schließlich die Tories, als deren Gründer Osborne damit gelten kann.
Osborne stürzte wegen seiner widersprüchlichen Außenpolitik: Einerseits versuchte er ein Bündnis gegen Frankreich zu schmieden, indem er die spätere Maria II. mit Wilhelm III. von Oranien verheiratete. Gleichzeitig verhandelte er aber für Karl II. auf dessen Willen und entgegen seiner eigenen Überzeugung mit Frankreich um die Zahlung von Subsidien. Seine politischen Feinde enthüllten diese Geheimverhandlungen, worauf Osborne unter hohen politischen Druck geriet. Auch eine Auflösung des Parlaments, mit der Karl 1678 seinen Lord High Treasurer zu schützen versuchte, konnte eine Anklage wegen Hochverrats gegen Osborne nicht verhindern. 1679 musste er sein Staatsamt aufgeben und wurde bis 1684 im Tower of London inhaftiert.
1688 war Osborne einer der sieben Unterzeichner der Einladung, auf deren Grundlage Wilhelm III. von Oranien zur Intervention in England aufgefordert wurde, was schließlich zu dessen Erhebung zum englischen König führte. Unter König Wilhelm gewann Osborne noch einmal politischen Einfluss. Dieser ernannte ihn 1689 zum Lord President des Privy Council und erhob ihn am 9. April 1689 zum Marquess of Carmarthen sowie am 4. März 1694 zum Duke of Leeds. 1695 wurde er erneut vom House of Commons angeklagt, unter dem Vorwurf von der Ostindischen Kompanie bestochen worden zu sein. Obwohl die Klage schließlich fallen gelassen wurde, schwand sein Einfluss seither. 1699 trat er von seinen öffentlichen Ämtern zurück.

## Ehe und Nachkommen
1651 heiratete er Lady Bridget Bertie, Tochter des Montagu Bertie, 2. Earl of Lindsey. Mit ihr hatte er neun Kinder, von denen sieben die Kindheit überlebten:
- Edward Osborne, Viscount Latimer (um 1655–1689), MP, ⚭ 1676 Elizabeth Bennet (1659–1680);
- Peregrine Osborne, 2. Duke of Leeds (um 1659–1729) ⚭ 1682 Bridget Hyde;
- Lady Anne Osborne, ⚭ (1) Robert Coke, of Holkham († 1679), ⚭ (2) Horatio Walpole († 1717);
- Lady Bridget Osborne († 1718), ⚭ (1) 1678 Charles FitzCharles, 1. Earl of Plymouth, ⚭ (2) 1704 Philip Bisse, Bischof von Hereford;
- Lady Catherine Osborne ⚭ James Herbert, of Kingsley;
- Lady Martha Osborne (um 1664–1689), ⚭ 1678 Charles Granville, 2. Earl of Bath;
- Lady Sophia Osborne († 1746), ⚭ (1) Donough O’Brien, Lord O’Brien, Enkel und Erbe des Henry O’Brien, 6. Earl of Thomond, ⚭ (2) 1692 William Fermor, 1. Baron Leominster.